# Lista över countyn i Iowa

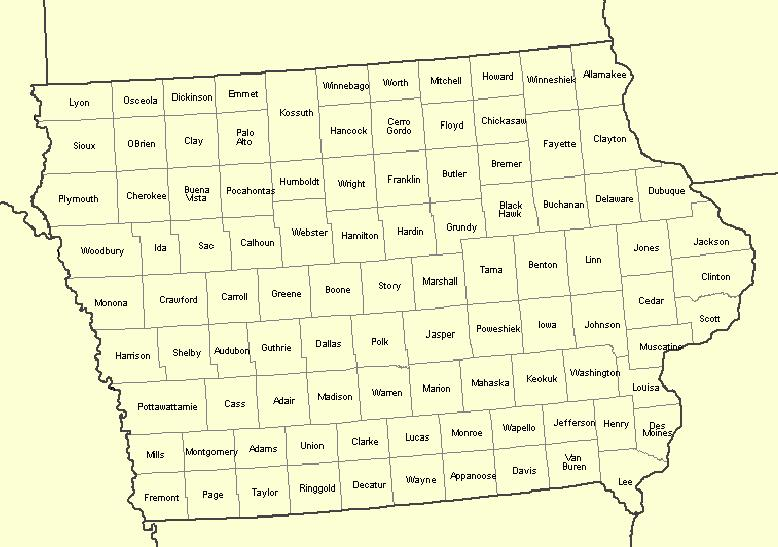
Iowas countyn.

Detta är en lista över de 99 countyn som finns i delstaten Iowa i USA. 
| County               | Huvudort (county seat) |
| -------------------- | ---------------------- |
| Adair County         | Greenfield             |
| Adams County         | Corning                |
| Allamakee County     | Waukon                 |
| Appanoose County     | Centerville            |
| Audubon County       | Audubon                |
| Benton County        | Vinton                 |
| Black Hawk County    | Waterloo               |
| Boone County         | Boone                  |
| Bremer County        | Waverly                |
| Buchanan County      | Independence           |
| Buena Vista County   | Storm Lake             |
| Butler County        | Allison                |
| Calhoun County       | Rockwell City          |
| Carroll County       | Carroll                |
| Cass County          | Atlantic               |
| Cedar County         | Tipton                 |
| Cerro Gordo County   | Mason City             |
| Cherokee County      | Cherokee               |
| Chickasaw County     | New Hampton            |
| Clarke County        | Osceola                |
| Clay County          | Spencer                |
| Clayton County       | Elkader                |
| Clinton County       | Clinton                |
| Crawford County      | Denison                |
| Dallas County        | Adel                   |
| Davis County         | Bloomfield             |
| Decatur County       | Leon                   |
| Delaware County      | Manchester             |
| Des Moines County    | Burlington             |
| Dickinson County     | Spirit Lake            |
| Dubuque County       | Dubuque                |
| Emmet County         | Estherville            |
| Fayette County       | West Union             |
| Floyd County         | Charles City           |
| Franklin County      | Hampton                |
| Fremont County       | Sidney                 |
| Greene County        | Jefferson              |
| Grundy County        | Grundy Center          |
| Guthrie County       | Guthrie Center         |
| Hamilton County      | Webster City           |
| Hancock County       | Garner                 |
| Hardin County        | Eldora                 |
| Harrison County      | Logan                  |
| Henry County         | Mount Pleasant         |
| Howard County        | Cresco                 |
| Humboldt County      | Dakota City            |
| Ida County           | Ida Grove              |
| Iowa County          | Marengo                |
| Jackson County       | Maquoketa              |
| Jasper County        | Newton                 |
| Jefferson County     | Fairfield              |
| Johnson County       | Iowa City              |
| Jones County         | Anamosa                |
| Keokuk County        | Sigourney              |
| Kossuth County       | Algona                 |
| Lee County           | Fort Madison Keokuk    |
| Linn County          | Cedar Rapids           |
| Louisa County        | Wapello                |
| Lucas County         | Chariton               |
| Lyon County          | Rock Rapids            |
| Madison County       | Winterset              |
| Mahaska County       | Oskaloosa              |
| Marion County        | Knoxville              |
| Marshall County      | Marshalltown           |
| Mills County         | Glenwood               |
| Mitchell County      | Osage                  |
| Monona County        | Onawa                  |
| Monroe County        | Albia                  |
| Montgomery County    | Red Oak                |
| Muscatine County     | Muscatine              |
| O'Brien County       | Primghar               |
| Osceola County       | Sibley                 |
| Page County          | Clarinda               |
| Palo Alto County     | Emmetsburg             |
| Plymouth County      | Le Mars                |
| Pocahontas County    | Pocahontas             |
| Polk County          | Des Moines             |
| Pottawattamie County | Council Bluffs         |
| Poweshiek County     | Montezuma              |
| Ringgold County      | Mount Ayr              |
| Sac County           | Sac City               |
| Scott County         | Davenport              |
| Shelby County        | Harlan                 |
| Sioux County         | Orange City            |
| Story County         | Nevada                 |
| Tama County          | Toledo                 |
| Taylor County        | Bedford                |
| Union County         | Creston                |
| Van Buren County     | Keosauqua              |
| Wapello County       | Ottumwa                |
| Warren County        | Indianola              |
| Washington County    | Washington             |
| Wayne County         | Corydon                |
| Webster County       | Fort Dodge             |
| Winnebago County     | Forest City            |
| Winneshiek County    | Decorah                |
| Woodbury County      | Sioux City             |
| Worth County         | Northwood              |
| Wright County        | Clarion                |